# ジョージ・ガモフ
ジョージ・ガモフ（George Gamow, Джордж Гамов, Гео́ргий Анто́нович Га́мов, ゲオルギー・アントノヴィッチ・ガモフ、1904年3月4日 - 1968年8月19日）は、ロシア帝国領オデッサ（現在はウクライナ領）生まれのアメリカの理論物理学者。アレクサンドル・フリードマンの弟子。

## 生涯・業績
1928年に、放射性原子核のアルファ崩壊に初めて量子論を応用し、それが原子核の周りのポテンシャル壁をアルファ粒子がトンネル効果で透過する現象であるとの理論をたてて、それまで実験的に知られていたガイガー・ヌッタルの法則を導いた。1929年、レニングラード大学で博士号を取得後、ゲッティンゲン、ケンブリッジ、コペンハーゲンを経て、1931年にレニングラードに戻る。1931年には原子核物理学の教科書をオックスフォード大学から出版、1933年にロシアを離れて妻とアメリカに渡ると、1934年にジョージ・ワシントン大学で教授職に就き、1956年まで勤めた。
1948年には、ラルフ・アルファー、ハンス・ベーテとの共同論文で、宇宙の核反応段階に関する理論、いわゆる「アルファ・ベータ・ガンマ理論(α-β-γ理論)」を発表した。このうちベーテは、実際にはこの研究に全く絡んでいないが、ガモフが「βにあたる人が入れば語呂がいい」と考えて彼を共著者として引きずり込んだものである。この理論はのちに林忠四郎によってその中の一部の誤りが指摘されたため、林の名を入れて「α-β-γ-林の理論」と呼ばれることもある。
また同年、α-β-γ理論を元にして「火の玉宇宙」というアイディアを発表し、ジョルジュ・ルメートルの提唱した膨張宇宙論を支持。宇宙背景放射の存在を予言した。彼の予想値は5Kであったが、測定の困難さから、実際にこれを検出する努力はなされなかった。
当時の科学界ではビッグバン理論と定常宇宙論とが対立する構図になっていたが、1965年に偶然に約3Kの宇宙背景放射が発見され、一躍その優位が確定的になり、現在では標準的な宇宙理論として受け入れられている。
1950年代には生物学、特に遺伝情報に関する研究へ傾倒した。彼がジェームズ・ワトソンに働きかけ、フランシス・クリックやリチャード・ファインマンらと1954年に結成した社交クラブ「RNAタイクラブ」は、研究者同士の交流や創造的なアイデアの発想の場となった。彼自身も、DNAの遺伝情報について、塩基配列3つの組み合わせがタンパク質の素であるアミノ酸の情報となると予想し、コドン研究の嚆矢となった。1956年ユネスコから科学普及の功績に対してカリンガ賞を受賞。1965年にはケンブリッジのチャーチル大学の海外フェローに選出された。
『不思議の国のトムキンス』など、一般向けに難解な物理理論を解りやすく解説する啓蒙書を多く著している。ガモフは1968年に他界するまでコロラド大学で教鞭を執ると共に著作を続けた。同大学の物理学科の塔にはガモフの名が付けられている。
1971年、ピー・プロダクション制作のTV特撮番組『宇宙猿人ゴリ（スペクトルマン）』の主人公ヒーロー「蒲生譲二（がもう・じょうじ）」は、ガモフの名をもじってうしおそうじが付けたもの。

## 著作リスト

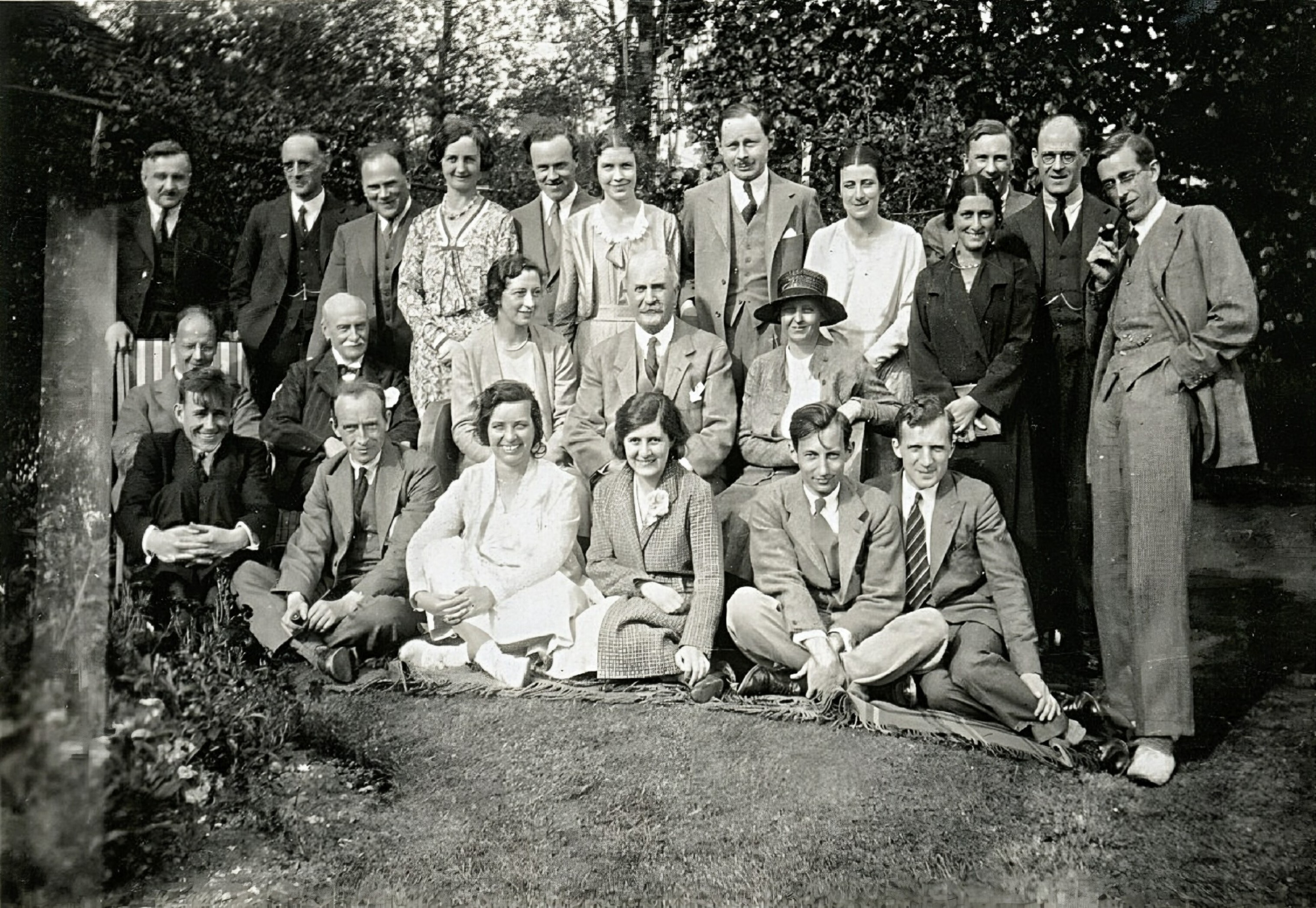
W.H.ブラッグの研究室メンバー、右端、パイプを喰わえている人物がガモフ

### ガモフ全集
1. 不思議の国のトムキンス
2. 太陽の誕生と死
3. 地球の伝記
4. 原子の国のトムキンス
5. 原子力の話
6. 宇宙の創造
7. 生命の国のトムキンス
8. 月
9. 物理の伝記
10. 続・太陽の誕生と死
11. トムキンス最後の冒険
12. わが世界線 ＝ ガモフ自伝

### G・ガモフコレクション
1. トムキンスの冒険
2. 太陽と月と地球と
3. 1、2、3…無限大
4. 物理学の探検

- 不思議宇宙のトムキンス（ジョージ・ガモフ　ラッセル・スタナード著）
- 数は魔術師
- 現代物理科学の世界（上・下）